# Terzan 1
Terzan 1 (Ter 1) – gromada kulista znajdująca się w odległości około 21,8 tys. lat świetlnych od Ziemi w kierunku konstelacji Skorpiona. Została odkryta w 1966 roku przez Agopa Terzana.
Terzan 1 znajduje się 4200 lat świetlnych od jądra Drogi Mlecznej.